# أبو مسهر الغساني
أبو مسهر عبد الأعلى بن مسهر بن عبد الأعلى بن مسهر (140 - 218 هـ / 757 - 833م) إمام من أئمة الحديث النبوي، وشيخ الشام. يقال له أيضًا أبو مسهر بن أبي ذرامة الغساني الدمشقي.

## سيرته
ولد سنة 140 هـ. قرأ القرآن على أيوب بن تميم وصدقة بن خالد وسويد بن عبد العزيز عن تلاوتهم على يحيى الذماري. قرأ القرآن أيضا على سعيد بن عبد العزيز، ولازمه، وسمع منه، ومن عبد الله بن العلاء بن زبر وسعيد بن بشير ومعاوية بن سلام ومالك بن أنس ويحيى بن إسماعيل بن أبي المهاجر ويحيى بن حمزة القاضي وإسماعيل بن عياش ومحمد بن مهاجر وإسماعيل بن عبد الله بن سماعة وخالد بن يزيد المري. أخذ بمكة عن ابن عيينة، وأخذ حرف نافع بن أبي نعيم.
روى عنه: مروان بن محمد الطاطري ويحيى بن معين وأحمد بن حنبل ومحمد بن عائذ ودحيم وسليمان ابن بنت شرحبيل، وأحمد بن أبي الحواري، ومحمد بن يحيى الذهلي، وأبو عبد الله البخاري ولكن قل ما روى عنه، وإسحاق الكوسج وعباس الترقفي وأبو بكر الصغاني وأبو محمد الدارمي وأبو أمية الطرسوسي ومحمد بن عوف وإبراهيم بن ديزيل وأبو حاتم الرازي وإسماعيل بن عبد الله سمويه وأحمد بن محمد بن يحيى بن حمزة وأبو زرعة النصري وهارون بن موسى الأخفش المقرئ وعبد الرحمن بن الرواس الهاشمي.
كان شيخ الشام، وعالمها بالحديث والمغازي وأيام الناس وأنساب الشاميين. امتحنه المأمون العباسي وهو في الرقة، وأكرهه على أن يقول القرآن مخلوق، فامتنع فوضعه في النطع فمد رأسه، وجرد السيف فأبى أن يجيب، وقيل: أجاب ولم يرض المأمون بإجابته، فحمل إلى السجن ببغداد، فأقام نحوا من مئة يوم ومات.

## الجرح والتعديل
- قال أبو أحمد الحاكم: «عالم بالمغازي وأيام الناس».
- قال أبو حاتم الرازي: «ثقة وما رأيت ممن كتبنا عنه أفصح من أبي مسهر وما رأيت أحدا في كورة من الكور أعظم قدرا منه».
- قال ابن حبان البستي: «إمام أهل الشام في الحفظ والإتقان مرجعهم في الجرح والعدالة لشيوخهم، ومرة: من الحفاظ المتقنين، وأهل الورع في الدين».
- قال أبو داود السجستاني: «كان من ثقات الناس».
- قال الحاكم: «إمام ثقة».
- قال أبو يعلى الخليلي: «ثقة حافظ إمام متفق عليه».
- قال أحمد بن حنبل: «كان عندكم ثلاثة أصحاب حديث مروان والوليد وأبو مسهر، ومرة: رحم الله أبا مسهر ما كان أثبته».
- قال أحمد بن صالح الجيلي: «ثقة».
- قال ابن حجر العسقلاني: «ثقة فاضل».
- قال الذهبي: «من أجل العلماء وأفصحهم وأحفظهم».
- قال محمد بن عثمان التنوخي: «ما بالشام مثل أبي مسهر كان أحفظ الناس».
- قال محمد بن وضاح القرطبي: «الإمام شيخ الشام، من أجل العلماء وأفصحهم وأحفظهم».
- قال مروان بن محمد الطاطري: «أين أنا من أبي مسهر».
- قال يحيى بن معين: «ما رأيت أحدا أشبه بالمشيخة الذين أدركتهم من أبي مسهر والذي يحدث وفي البلد أولى بالتحديث منه فهو أحمق، مرة دمشقي ثقة».[5]

## وفاته
توفي أبو مسهر سنة 218 هـ.